# Майкл Астур
Михайло Чернишов (Астур) (нар. 17 листопада 1916, Харків — 7 жовтня 2004, Сент-Луїс) — єврейський вчений українського походження, професор університету Брандейс, декан університету Південного Іллінойсу (Північний Іллінойський університет) Едвардсвілль.

## Походження та навчання
М.Астур був єдиним сином в родині адвоката Джозефа Чернишова та історика Рейчел Хоффман. Їх сім'я переїхала в 1924 році з у Вільно.
Там він отримав освіту, ставши, як і батько, борцем за національну автономію євреїв. В цей період він взяв прізвисько «Астур» (Тетерев'ятник), потім писався лише як «Astour».
Під час його перебування в Парижі в 1934—1937 роках, М.Астур був у курсі великих відкриттів Угарит, Нузи і Марі. В той час тут навчалися Чарльз Віролейд, Едуард Дорме, Роман Гіршман, Раймонд Вейл, П'єр Руссель і Джерем Каркопіно. Потім подорожував протягом деякого часу країнами Близького Сходу, запунившись найдовше в Палестині.

## Арешт
Друга світова війна негативно вплинула на родину. У 1939 році  при захопленні міста Вільно радянськими військами, М.Астур і його батько були заарештовані за антикомуністичну діяльність і вивезені в Росію.
У червні 1941 року нацисти вбили його матір. А наступного місяця вже комуністи вбили його батька. М.Астур, продовжуючи перебувати в ув'язненні, як засуджений на примусові роботи до 1950 року.
Після звільнення М.Астур переїхав у Караганду, де він зустрів Міріам, на якій він одружився незабаром після цього.
Репатрійований до Польщі в 1956 році, М. Астур працював в Єврейському історичному інституті. У 1958 році він написав книгу на мові їдиш з історії стародавньої Юдеї. В 1958 році, також і в Парижі, він переклав деякі тексти мовою ідиш на французьку мову.

## Еміграція до США
У 1959 році М.Астур  емігрував до США, де він почав працювати в Брандейському університеті у Волтгем (Массачусетс). Це єврейський університет, де він здійснив значний обсяг роботи з Ізраїлем Зинбергом з написання історії єврейської літератури.
У 1961 році М.Астур здобув докторський ступінь, написавши роботу Hellenosemitica. Через чотири роки він переїхав до Південного університету штату Іллінойс в м. Едвардсвілль, де він працював до самої смерті.

## Hellenosemitica
Книга була видана в 1967 році видавництвом «Brill». В ній представлено деякі головні давньогрецькі міфи та цитати з Біблії. Автор досліджував тезу про те, що виведення саме семітської грецької культури. Але навіть негативні відгуки, не змусили М.Астура відмовитися від свого аргументу.
Спір про тезу Astour були інтерпретовані як реакція на нібито напад на академічній ієрархії, але і як спадщина, клімат-антисеміт, чинного в культурі класицизму в період другої світової війни. В результаті, тези історіографії, що, як правило, «orientalizzare Греція» належить до «Школі Гордон-Astour» (Сайрус Гордон був директором Відділу досліджень в семітських Brandeis, який вітав і заохочував Astour).

## Основні роботи
- (EN) Hellenosemitica: An ethnic and cultural study in west semitic impact on mycenaean Greece, Leiden, Brill Editore, 1965.
- (EN) The Rabbeans. A tribal society on the Euphrates from Yahdun-Lim to Julius Caesar, Malibu, Undena, 1978, ISBN 0890030502.
- (EN) The arena of Tiglath-pileser 3.'s campaign against Sarduri 2. (243 B.C.), Malibu, Undena, 1979, ISBN 0890030049.
- (EN) Hittite history and absolute chronology of the Bronze age, Partille, Paul Astroms, 1989, ISBN 9186098861.